# Hexatoma (Eriocera) absona
Hexatoma (Eriocera) absona is een tweevleugelige uit de familie steltmuggen (Limoniidae). De soort komt voor in het Oriëntaals gebied.